# Восточное (Буздякский район)
Восто́чное (баш. Көнсығыш) — село в Буздякском районе Республики Башкортостан Российской Федерации. Входит в состав Буздякского сельсовета.

## География

### Географическое положение
Расстояние до:
- районного центра (Буздяк): 14 км,
- ближайшей ж/д станции (Буздяк): 11 км.

## История
10 сентября 2007 года село Восточного отделения Уртакульского совхоза переименовано в Восточное.

## Население
| 2002 | 2009 | 2010 |
| ---- | ---- | ---- |
| 436  | →436 | ↘421 |